# Didsbury (Alberta)
Didsbury (offiziell Town of Didsbury) ist eine Gemeinde im Zentrum von Alberta, Kanada, welche seit 1906 den Status einer Kleinstadt (englisch Town) hat. Sie liegt in der Region Zentral-Alberta, etwa 230 Kilometer südlich von Edmonton bzw. 80 Kilometer nördlich von Calgary im Calgary-Edmonton Korridor. Die Gemeinde liegt am westlichen Rande des Palliser-Dreiecks. Nördlich der Gemeinde, am Rand des Olds-Didsbury Airport befindet sich der Verwaltungssitz des Mountain View Countys.
Die Stadtgeschichte geht zurück bis auf die Ankunft mennonitischer Siedler um das Jahr 1894, denen hier Land von der Regierung zugesprochen worden war. Didsbury wurde 1901 als Dorf gegründet und liegt in einer Gegend die, wie ein großer Teil der Great Plains, von der Landwirtschaft geprägt ist. Ein aus der Frühzeit der Eisenbahn noch erhaltenes Bahnhofsgebäude, die „Didsbury Railway Station“, gilt heute, neben anderen, als von historischem Wert. Zwei große Brände, im Jahr 1914 und 1924, zerstörten einen großen Teil der damaligen Gebäude.

## Demographie
Der Zensus im Jahr 2016 ergab für die Gemeinde eine Bevölkerungszahl von 5268 Einwohnern, nachdem der Zensus im Jahr 2011 für die Gemeinde noch eine Bevölkerungszahl von 4957 Einwohnern ergab. Die Bevölkerung hat dabei im Vergleich zum letzten Zensus im Jahr 2011 schwächer als die Entwicklung in der Provinz um 6,3 % zugenommen, während der Provinzdurchschnitt bei einer Bevölkerungszunahme von 11,6 % lag. Im Zensuszeitraum 2006 bis 2011 hatte die Einwohnerzahl in der Gemeinde deutlich stärker als der Trend in der Provinz um 15,1 % zugenommen, während sie im Provinzdurchschnitt um 10,8 % zunahm.

## Verkehr
Didsbury ist für den Straßenverkehr durch den Alberta Highway 2A, welcher die Gemeinde in Nord-Süd-Richtung passiert, erschlossen. Weiterhin liegt die Stadt an einer Eisenbahnstrecke der Canadian Pacific Railway. Der örtliche Flughafen (IATA-Code: -, ICAO-Code: -, Transport Canada Identifier: CEA3) liegt nördlich der Stadt und hat neben einer Grasbahn auch eine asphaltierte Start- und Landebahn von 1117 m Länge.

## Söhne und Töchter der Gemeinde
- Joe Murphy (* 1975), Eishockeyspieler